# Trzeci Testament (komiks)
Trzeci Testament (tytuł oryginału: Le Troisième Testament) – francuska seria komiksowa autorstwa Xaviera Dorisona (scenariusz do pierwszego cyklu i 1. tomu drugiego cyklu), Alexa Alice'a (rysunki do pierwszego cyklu, scenariusz do drugiego cyklu), Robina Rechta (rysunki do 1. tomu drugiego cyklu) i Timothée Montaigne'a (rysunki do tomów 2–5 drugiego cyklu). Seria ukazuje się nakładem wydawnictwa Glénat od 1997 i składa się z dwóch cykli. Po polsku oba opublikowało wydawnictwo Egmont Polska (pierwszy cykl w osobnych tomach, a drugi w zbiorczym albumie).

## Fabuła
Utrzymana w konwencji fantasy fabuła komiksu nawiązuje do mitu rzekomej trzeciej części Biblii. Głównymi wątkami fikcyjnej fabuły rozgrywającej się w XIV wieku są poszukiwania tajemniczej szkatuły, poczynania Inkwizycji i Kościoła katolickiego.

## Tomy
| Tom           | Tytuł i rok wydania polskiego        | Tytuł i rok wydania oryginalnego                 |
| Cykl pierwszy | Cykl pierwszy                        | Cykl pierwszy                                    |
| ------------- | ------------------------------------ | ------------------------------------------------ |
| 1             | Marek, czyli przebudzenie lwa (2002) | Marc ou le réveil du lion (1997)                 |
| 2             | Mateusz, czyli oblicze anioła (2002) | Matthieu ou le visage de l'ange (1998)           |
| 3             | Łukasz, czyli tchnienie byka (2003)  | Luc ou le souffle du taureau (2000)              |
| 4             | Jan, czyli dzień kruka (2003)        | Jean ou le jour du corbeau (2003)                |
| Cykl drugi    |                                      |                                                  |
| 1             | Trzeci Testament: Juliusz (2019)     | Julius Livre 1 (2010)                            |
| 2             | Trzeci Testament: Juliusz (2019)     | Julius Livre 2: La Révelation, chapitre 1 (2012) |
| 3             | Trzeci Testament: Juliusz (2019)     | Julius Livre 3: La Révelation, chapitre 2 (2013) |
| 4             | Trzeci Testament: Juliusz (2019)     | Julius Livre 4 (2015)                            |
| 5             | Trzeci Testament: Juliusz (2019)     | Julius Livre 5 (2018)                            |